# Marlene Vieira
Marlene Vieira (Maia, 1980) es una chef portuguesa.

## Biografía
Hija de carniceros y a los 12 años tuvo su primera experiencia en la cocina mientras trabajaba en un restaurante durante las vacaciones. A los 16 años, Vieira ingresó en la Escuela de Hostelería Santa Maria da Feira. Trabajó en el Fuerte São João Baptista en Vila do Conde y a los 21 años se mudó a Manhattan para trabajar en el restaurante Alfama, que sirve comida típica portuguesa.
En Portugal, Vieira fue chef residente en el restaurante Manifesto, junto con el chef Luís Baena. Más tarde, en el restaurante Avenue, en Lisboa, dirigió sola la cocina de ese espacio. Vieira también trabajó en el Sheraton de Oporto Hotel y otros hoteles de 5 estrellas, habiendo dirigido también el restaurante O Panorâmico en Oeiras.
Vieira fue jurado y profesora durante dos temporadas en el concurso Chefs Academy en RTP 1.
En 2019, Vieira fue una de los invitados al XX Foro Gastronómico de La Coruña, donde expuso una pequeña muestra de su cocina y en 2020, participó en el Festival Gastronómico Atlántico Saborea Lanzarote.

## Obra
- 2018 - Dulces de la chef Marlene - El sabor del saber portugués[7]

## Reconocimientos y premios
- Los pasteles de Belém que hizo en el restaurante Alfama, en Manhattan, fueron reconocidos por la crítica de The New York Times con 3 estrellas.[1][8]

- 2009 - participó por primera vez en el concurso Chef's Cook of the Year después de haber ganado el 1.er lugar en la etapa regional, en Coímbra.[4][9]
- 2019 - en el concurso The Best Patanisca Lisboeta, incluido en el Festival Peixe de Lisboa, fue la cocinera ganadora elegida por un jurado presidido por Maria de Lourdes Modesto.[10]
- Vieira fue una de las figuras invitadas a unirse a la serie de RTP História da Gastronomia Portuguesa.[11]